# Pico Doutor Ferreira
O Pico Doutor Ferreira é uma elevação portuguesa localizada no concelho da Ribeira Grande, ilha de São Miguel, arquipélago dos Açores.
Este acidente geológico tem o seu ponto mais elevado a 321 metros de altitude acima do nível do mar e encontra-se envolto por uma densa área arborizada e próximo da formação do Pico da Água.